# Nico Liersch
Nico Liersch (* 17. července 2000) je německý televizní a filmový herec. Známý je díky roli Rudyho Steinera ve filmu Zlodějka knih (2013).

## Biografie
Hereckou kariéru zahájil v televizních reklamách. V roce 2012 se Nico objevil v epizodách německého televizního seriálu Inga Lindström a Das Traumhotel. V únoru 2013 byl obsazen do filmové adaptace knižního románu Markuse Zusaka Zlodějka knih. Zde si zahrál roli Rudyho Steinera, nejlepšího přítele hlavní hrdinky Liesel Meminger, kterou ztvárnila Sophie Nélisse. Markus Zusak byl velmi spokojen s Nicovým hereckým výkonem a napsal: „Je to úžasné. On je opravdu Rudy.“

## Filmografie
| Rok  | Název                                   |
| ---- | --------------------------------------- |
| 2010 | Láska přichází o Vánocích               |
| 2010 | Der Einsturz - Die Wahrheit ist tödlich |
| 2011 | Herzflimmern - Liebe zum Leben          |
| 2011 | Geerbte Familie, Die                    |
| 2012 | Inga Lindström: Píseň pro mou dcerku    |
| 2012 | Hotel snů: Brazílie                     |
| 2012 | Afrika ruft nach dir                    |
| 2013 | Zlodějka knih                           |
| 2013 | Kohout na víně 2                        |